# Montpesat de Carcin
Montpesat de Carcin (en francès Montpezat-de-Quercy) és un municipi francès situat al departament de Tarn i Garona i a la regió d'Occitània.

## Demografia
| 1962                                       | 1968  | 1975  | 1982  | 1990  | 1999  | 2006  |
| ------------------------------------------ | ----- | ----- | ----- | ----- | ----- | ----- |
| 1.377                                      | 1.448 | 1.419 | 1.407 | 1.411 | 1.378 | 1.424 |
| Des de 1962: població sense dobles comptes |       |       |       |       |       |       |

## Administració
| Període | Identitat      | Partit |
| ------- | -------------- | ------ |
| 1976-   | Raymond Massip | PRG    |